# Condado de Lincoln (Maine)
El condado de Lincoln es un condado del estado de Maine. Según el censo del año 2010, en ese momento tenía una población de 34,457 habitantes. Tiene una población estimada, a mediados de 2019, de 34,634 habitantes.
La sede del condado es Wiscasset. Fue fundada en 1760 y su nombre deriva de la localidad homónima de Inglaterra.

## Geografía

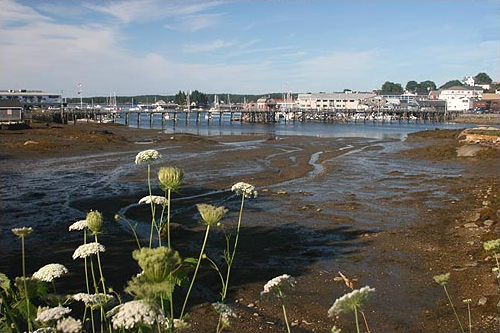
Boothbay Harbor

Según la Oficina del Censo de Estados Unidos, el condado tiene un área total de 700 mi² (1.812 km²), de los cuales, 456 mi² (1.181 km²) es terreno y 244 mi² (631 km²) es agua con un porcentaje de 34,84%

### Condados adyacentes
- Kennebec - norte
- Waldo - nordeste
- Knox - este
- Sagadahoc - oeste

## Demografía
Según el censo del año 2000, en el condado residieron 33.616, y había 14.158 hogares y 9.542 familias. La densidad de población era de 74 habitantes por mi² (28/km²). Había 20.849 zonas urbanizadas en una densidad de 46 por mi² (18/km²). La población racial se componía de un 98,46% blancos, 0,17% afroamericanos, 0,26% nativo americanos, 0,37% asiáticos, 0,02% isleños del Pacífico, 0,10% de otras razas, y 0,61% mestizos. El 0,46% de la población eran hispanos, 25,3% ingleses, 15,4% estadounidenses, 11,2% irlandeses, 9,0% alemanes y 7,3% franceses. El 97,7% tiene el inglés y el 1% el francés como idioma nativo.
Hubo 14.158 viviendas, de las cuales, en un 28,20%, los propietarios tenían hijos menores de 18 años, 56,10% son parejas casadas, 7,70% son mujeres solteras o sin marido presente, y el 32,60 no tenía familia. 26.70% de todas las propiedades son individuales y el 12,10% vive con alguien de 65 años o más. El tamaño medio del hogar es de 2,35 el individual y 2,82 el familiar.
La población por edades se divide en un 22,70% aquellos menores de 18 años, 5,50% de 18 a 24 años, 25,60% de 25 a 44 años, 28,10% de 45 a 64 años, y 18,20% de 65 o más años de edad. La media de edad era de 43 años. Por cada 100 mujeres, hay 95,10 hombres. Por cada 100 mujeres de 18 años, hay 92 hombres.
La media de ingresos por hogar en el condado era de 38.686 dólares y la media por familia de 45.427 dólares. La población masculina tenía una media de 31.209 frente a los 23.161 dólares de la población femenina. La renta per cápita del condado era de 20.760 dólares. Un 6,60% de las familias y un 10,10% de la población viven bajo el umbral de la pobreza, entre los que se incluye un 12,80% de la población menor de 18 y un 9,50% mayores de 65 años.

## Municipios
- Alna
- Boothbay
- Boothbay Harbor
- Bremen
- Bristol
- Damariscotta
- Dresden
- Edgecomb
- Jefferson
- Monhegan Island
- Newcastle
- Nobleboro
- Somerville
- South Bristol
- Southport
- Waldoboro
- Westport
- Whitefield
- Wiscasset

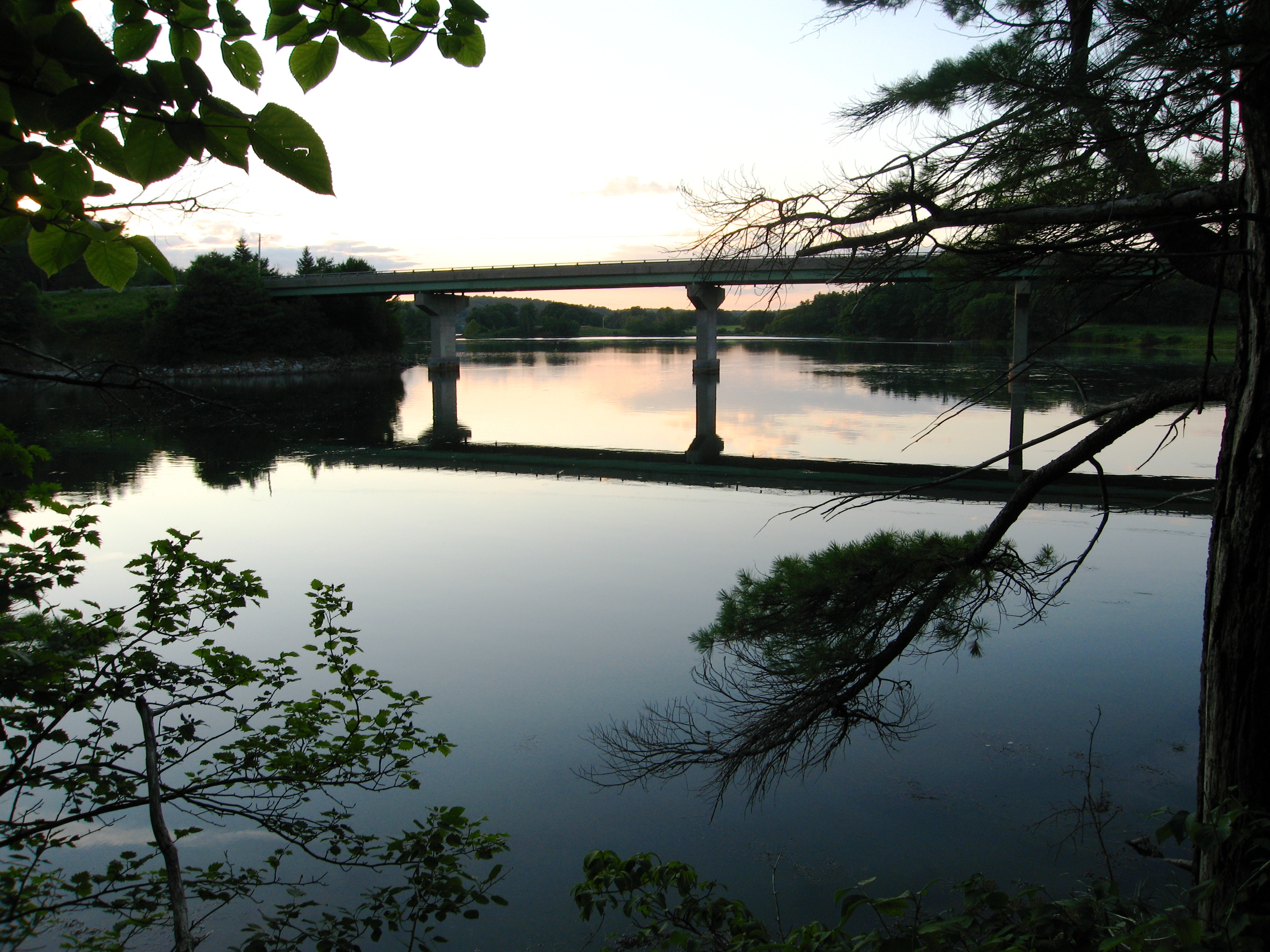
El Río Damariscotta cerca de Whaleback Shell Midden State.

También está incluido el territorio no incorporado de Hibberts Gore.